# Eixample
Eixample, l'Eixample (utvidgningen), är ett av Barcelonas tio administrativa distrikt. Officiellt är det distrikt 2 och är uppdelat i 6 delområden. Eixample ritades av ingenjören Ildefons Cerdà år 1859, och stadsdelen började bebyggas på 1860-talet. Eixample består till stor del av flerbostadshus och är det mest tätbefolkade distriktet i Barcelona. På senare år har ett projekt startats för att öka antalet grönområden, bland annat genom att öppna upp innergårdar. Även nya parker planeras, bland annat vid Glòries. I Eixample ligger Quadrat d'Or (Den gyllene kvadraten), ett område runt Passeig de Gracia med den högsta koncentrationen (cirka 150 byggnader) av art nouveau-arkitektur i världen.

## Delområden
| Stadsdel                        | Invånare | Yta      | Befolkningstäthet |
| la Nova Esquerra de l'Eixample  | 58 559   | 1,34 km² | 43 776 inv/km²    |
| l'Antiga Esquerra de l'Eixample | 42 183   | 1,23 km² | 34 170 inv/km²    |
| Dreta de l'Eixample             | 43 609   | 2,12 km² | 20 537 inv/km²    |
| Sant Antoni                     | 38 742   | 0,80 km² | 48 367 inv/km²    |
| La Sagrada Família              | 52 890   | 1,05 km² | 50 323 inv/km²    |
| Fort Pienc                      | 33 202   | 0,93 km² | 35 743 inv/km²    |

## Historia

Karta över Eixample.

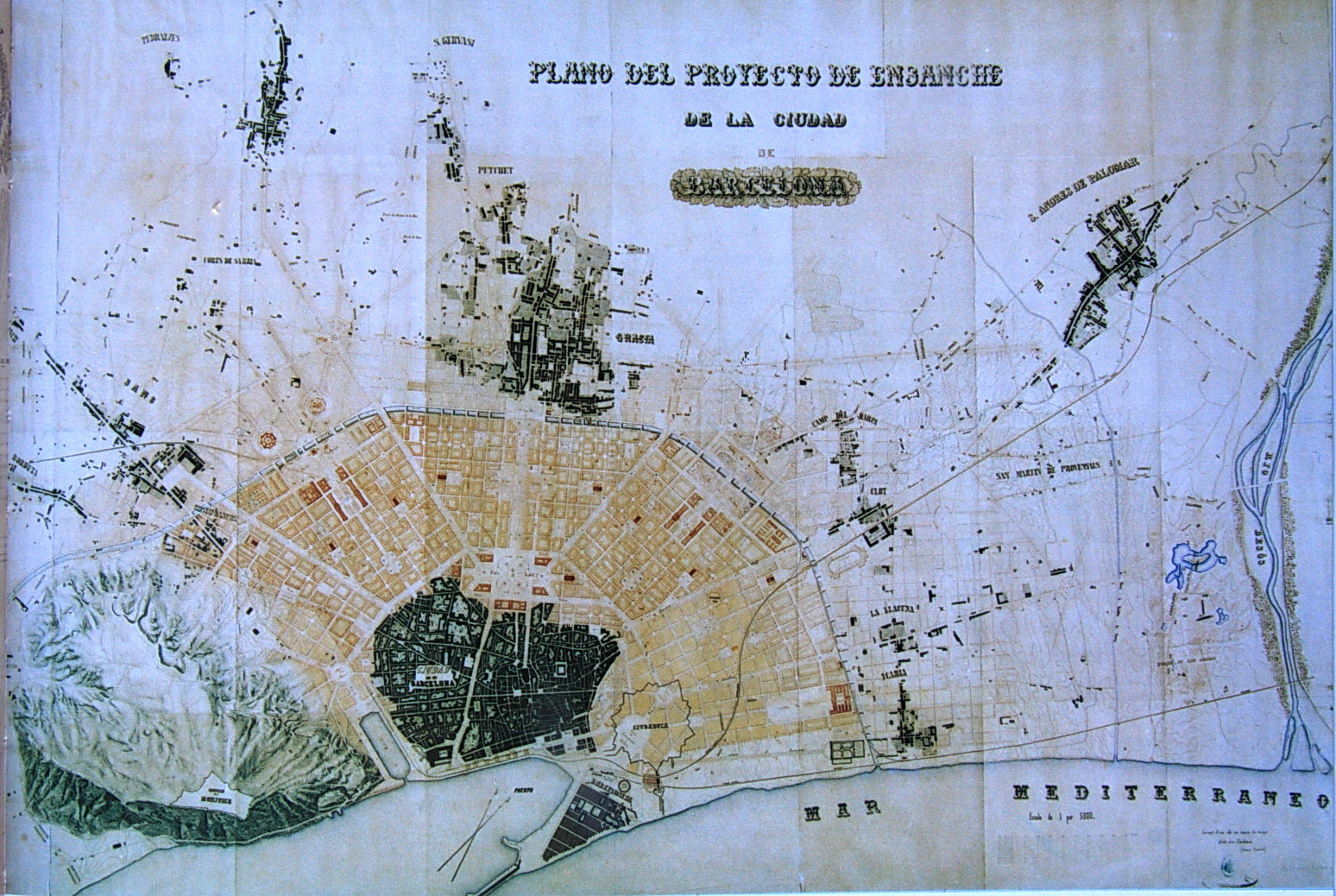
Antonio Rovira i Trias stadsplan.

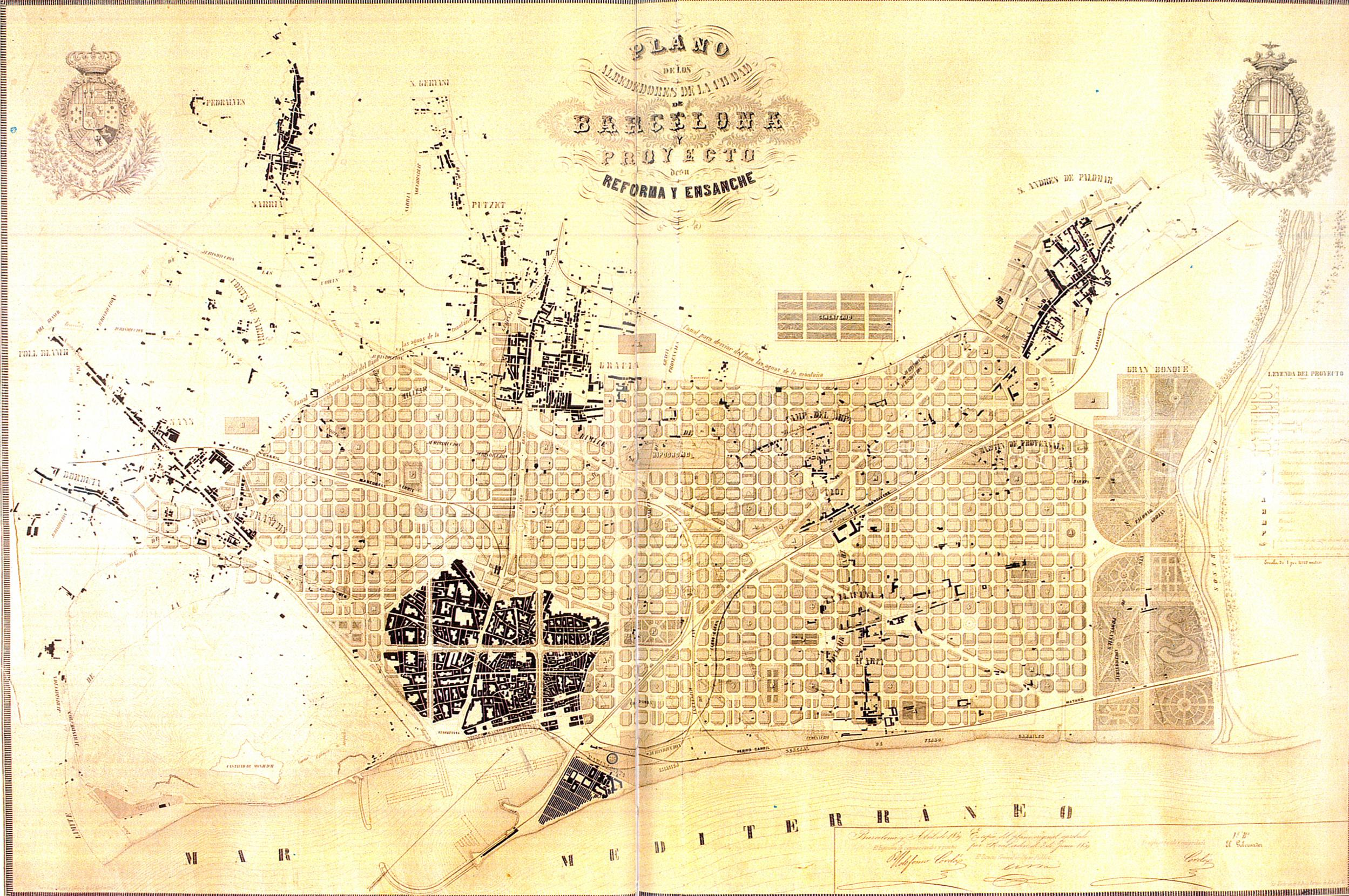
Stadsplanen som visar Cerdàs utvidgning av Barcelona.

Våren 1854 skickade Barcelonas stadshus – el Ajuntament – en deputation till Madrid för att få tillstånd att riva stadens ringmurar. Den påföljande hösten påbörjades rivningarna av muralles vilket engagerade större delen av stadens befolkning. Det skulle ta tio år innan murarna rivits helt – muralles sågs av Barcelonaborna som ett förtryck mot staden som på grund av de styrande i Madrid inte tilläts expandera.
1859 utlyste Barcelonas stadshus en tävling för en ny stadsplan. Två av bidragen kom från Antonio Rovira i Trias samt Ildefons Cerdà. Roviras stadsplan utgick ifrån den gamla staden varifrån avenyer dragit i form av en solfjäder, och den var troligtvis inspirerad av Place de l'Étoile i Paris.
Den stadsplan som Cerdà lämnade in utgick från ett nytt centrum långt utanför den gamla staden. Det låg istället i skärningspunkten mellan de tre stora avenyer som går rakt genom dagens Eixample. Cerdà, vars stadsplan inte gjorde några försök för att integrera den gamla staden med den nya, var inte populär i stadshuset. 
Ajuntament valde Roviras stadsplan i november 1859, men 8 månader senare kom en befallning från Madrid att man skulle följa Cerdàs plan istället. Beslutet orsakade stor bitterhet i stadshuset där man ansåg att de styrande i Madrid lagt sig i katalansk politik. Beslutet kom dock antagligen efter påtryckningar från Cerdàs egna lobbyister vilka bestod av regeringsanställda arkitekter. 

### Stadsplanen
Cerdàs stadsplan från 1859 skiljer sig oerhört mycket från dagens Eixample med sina fästningslika kvarter. Han hade föreställt sig 550 kvarter som täckte en markyta på nära nio kvadratkilometer. Hans rutnät var dock obundet till platsen, så att det kunde utvidgas i all evighet. Hans sociala plan indelade staden i distrikt vilka skulle bestå av fyrahundra kvarter (tjugo gånger tjugo). Varje distrikt skulle ha ett stort sjukhus, en stor park med mera. Distrikten skulle sedan delas in i fyra enheter omfattande hundra (tio gånger tio) kvarter vardera. Varje enhet skulle ha egen kommunal service, en marknadsplats med mera. Enheterna skulle i sin tur bestå av fyra barris vilka omfattade 25 (fem gånger fem) kvarter där varje barri skulle ha egen skola och barnomsorg. 
En tredjedel av varje kvarter skulle bebyggas där ytan mellan hyreshusen skulle vara öppen och bestå av innerträdgårdar. Husen skulle orienteras i NV-SÖ så att all lägenheter var garanterade solljus. En del kvarter var avsedda att användas endast som parkområde. I varje kvarter skulle det även planteras minst hundra träd fördelat längs trottoarer och innerträdgårdar.
Kvarteren skulle mäta 113,3 meter i fyrkant, och gatorna mellan dem skulle vara tjugo meter breda. Tre kvarter plus tre gator fick alltså en bredd på exakt 400 meter. I varje kvarter skulle hörnen vara avfasade i 45 graders vinkel för att bilda öppna ytor diagonalt över varje korsning. Idén var ett sätt att få mer plats för kärror att lasta och lossa utan att hindra trafiken, Cerdà tänkte sig även en framtida stad där ångspårvagnarna skulle få plats med vändslingor.
Cerdàs ursprungsplan skulle dock komma att byggas bort i slutet av 1800-talet. Först lät Ajuntament byggherrarna fördjupa husblocken så att innergårdarna blev mindre. Sedan började man att täcka över innergårdarna helt för att använda dem som kontor och förrådsutrymmen. 1891 skrevs byggnadslagen om, vilket höjde byggnadernas maximala höjd från 17,1 meter till 19,5 meter. Den skulle senare komma att höjas flera gånger till, så att kvarteren idag många gånger är dubbelt så höga som Cerdà föreställt sig. Även den bebyggda ytan ökades successivt från de ursprungliga 4 500 kvadratmetrarna till över 16 000 kvadratmeter. Detta har fått till följd att Eixample än idag är en av världens mest tätbefolkade stadsdelar. 